# Walentin Gecow
Walentin Doczew Gecow (bg. Валентин Дочев Гецов; ur. 14 marca 1967) – bułgarski zapaśnik walczący w stylu wolnym. Srebrny medalista olimpijski z Barcelony 1992 w kategorii 68 kg.
Zdobył brązowy medal na mistrzostwach świata w 1991 i na mistrzostwach Europy w 1992 roku.
- Turniej w Barcelonie 1992

Pokonał Ali Akbar Neżada z Iranu, Gérarda Santoro z Francji i Go Yeong-ho z Korei Południowej. Przegrał z Chrisem Wilsonem z Kanady i w pojedynku o złoty medal z Arsenem Fadzajewem z WNP.